# Ophioderma anitae
Ophioderma anitae is een slangster uit de familie Ophiodermatidae.
De wetenschappelijke naam van de soort werd in 1982 gepubliceerd door F.H. Hotchkiss.